# Cimetière de Sens
Le cimetière de Sens est le cimetière municipal de la ville de Sens (Yonne). Il se trouve rue de Bellenave, donnant rue du Mail.

## Histoire et description

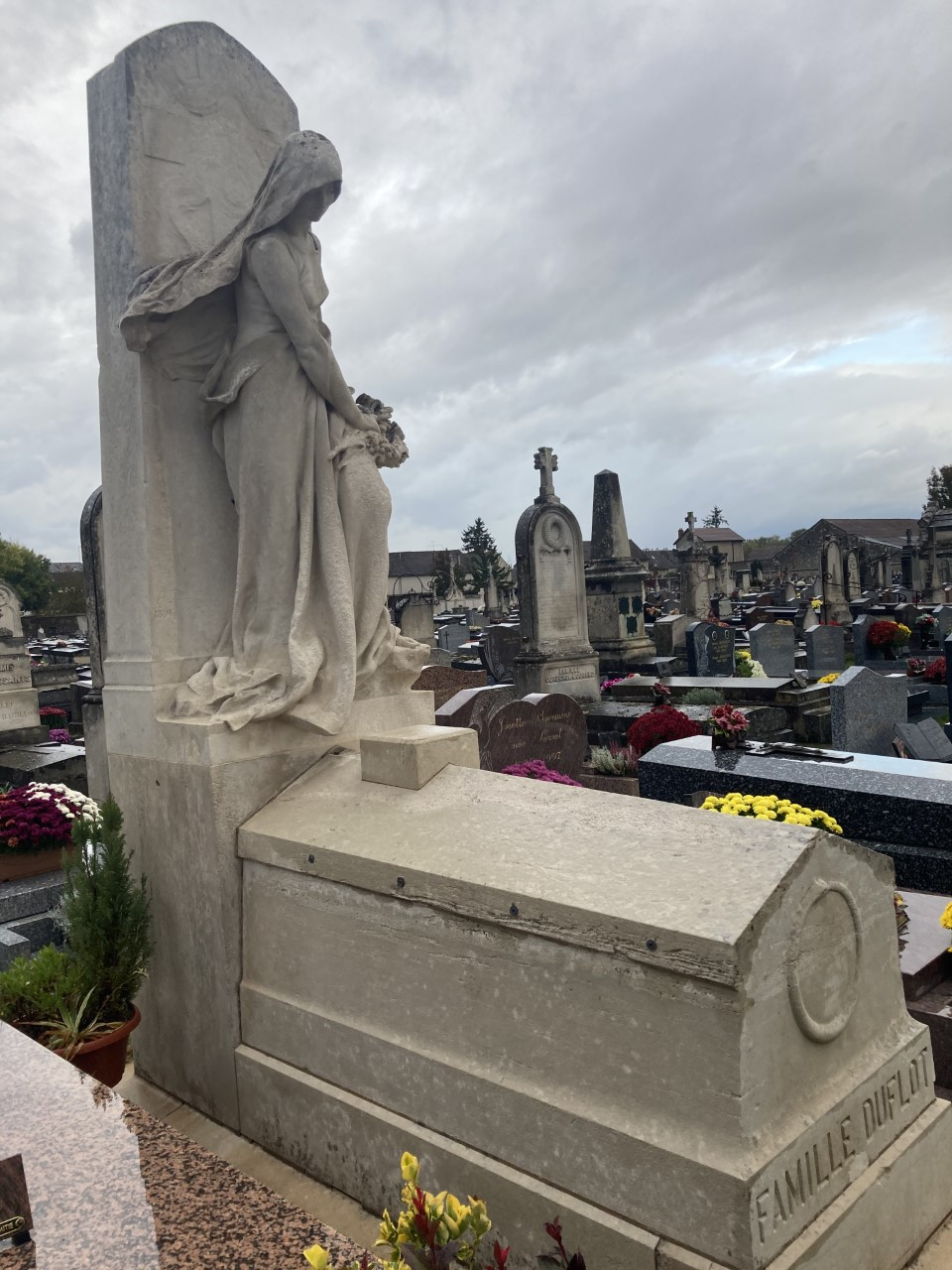
Tombe Duflot, statue d'Émile Peynot.

Le cimetière a ouvert au début du XIXe siècle et s'étend sur un terrain plat de 6 hectares. Il n'est pas arboré sauf autour du rond-point de l'allée centrale et quelques ifs. Il possède un carré militaire, et un petit jardin du souvenir, ainsi qu'un carré musulman d'une soixantaine de tombes. Les casiers des urnes funéraires longent le mur Nord.
Ce grand cimetière n'offre que peu de statuaire et la plupart des concessions anciennes ont disparu, ce qui lui donne un aspect monotone, sauf une petite partie avec quelques chapelles de familles de notables locaux, ce qui en fait un cimetière pauvre en ce qui concerne le patrimoine et ses tombes modernes donnent l'impression d'un « parking » de granit sans âme. L'on peut noter toutefois près de l'entrée la statue (Le Souvenir), œuvre d'Émile Peynot, sur la tombe de Victor Duflot (1820-1902), conservateur du musée de Sens et ami de Mallarmé, ainsi que la statue de femme assise au pied de la croix sur la sépulture Delaveau-Darde, également du même auteur. Le mausolée de la famille Jules Guichard (président de la compagnie de Suez) et Dubois-Duplessis (où est enterré Dubois-Thainville) est étonnant: il représente un temple égyptien avec des sphinx. On remarque le médaillon d'Ambroise-Athanase Fillemin (1814-1875) sur son obélisque, l'obélisque du journaliste républicain anticlérical Benoît Voisin et très peu de bustes (dont la copie de celui de l'ancien maire Lucien Cornet, et celui de l'architecte René Binet avec aussi deux médaillons). La grande sépulture des chanoines de Sens et la tombe collective des religieuses du carmel de Sens se trouvent au milieu du cimetière.

## Liens externes

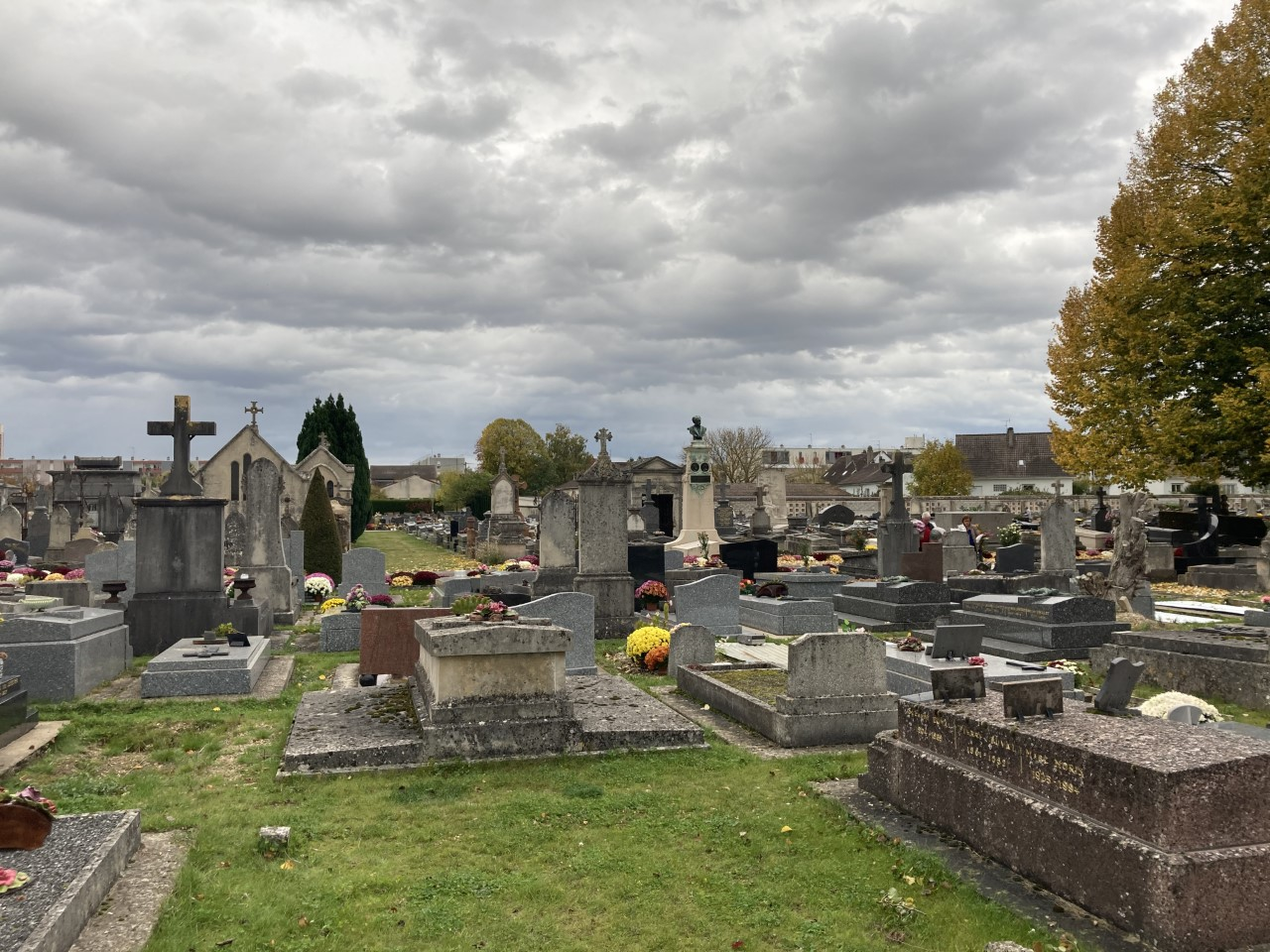
Vue du cimetière.

## Personnalités inhumées
- René Binet (1866-1911), architecte de la porte monumentale de l'exposition universelle de 1900 à Paris et des magasins du Printemps
- Lucien Cornet (1865-1922), maire de Sens, député et sénateur radical-socialiste (copie de son buste qui a été volé[5])
- Général Jacques Charles Dubois dit Dubois-Thainville (1762-1847), officier de la Grande Armée, chevalier de Saint-Louis, commandeur de la Légion d'honneur
- Victor Duflot (1820-1902), conservateur du musée de Sens (statue par Émile Peynot)
- Sylvain Dupêchez (1807-1882), maire de Sens
- Jules Guichard (1827-1896), sénateur de l'Yonne, président de la compagnie du canal de Suez
- Comte Charles-Gabriel-François de Laurencin (1756-1847), chevalier de Malte et de Saint-Louis, lieutenant-colonel de dragons, député de la chambre introuvable, maire de Sens (1815-1816)
- Ferdinand Levillain (1837-1905), sculpteur[6]
- Caporal-chef Olivier Maria, mort pour la France au Kosovo en 2006
- Comte Louis-René de Maupeou (1791-1853), son épouse et sa fille
- Louis-Étienne Saint-Denis (1788-1856), fidèle de l'empereur Napoléon

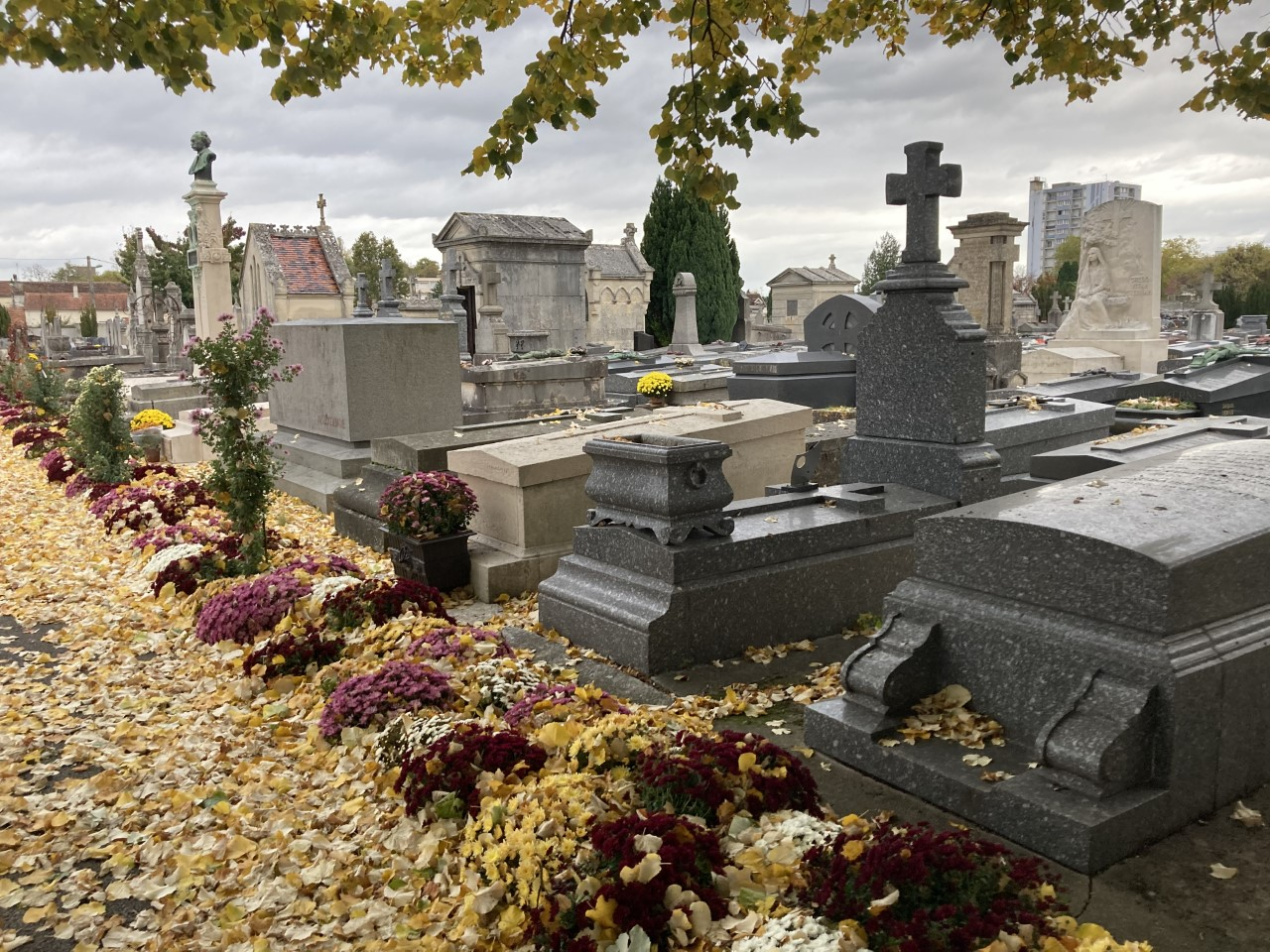
Tombes au bord de l'allée centrale
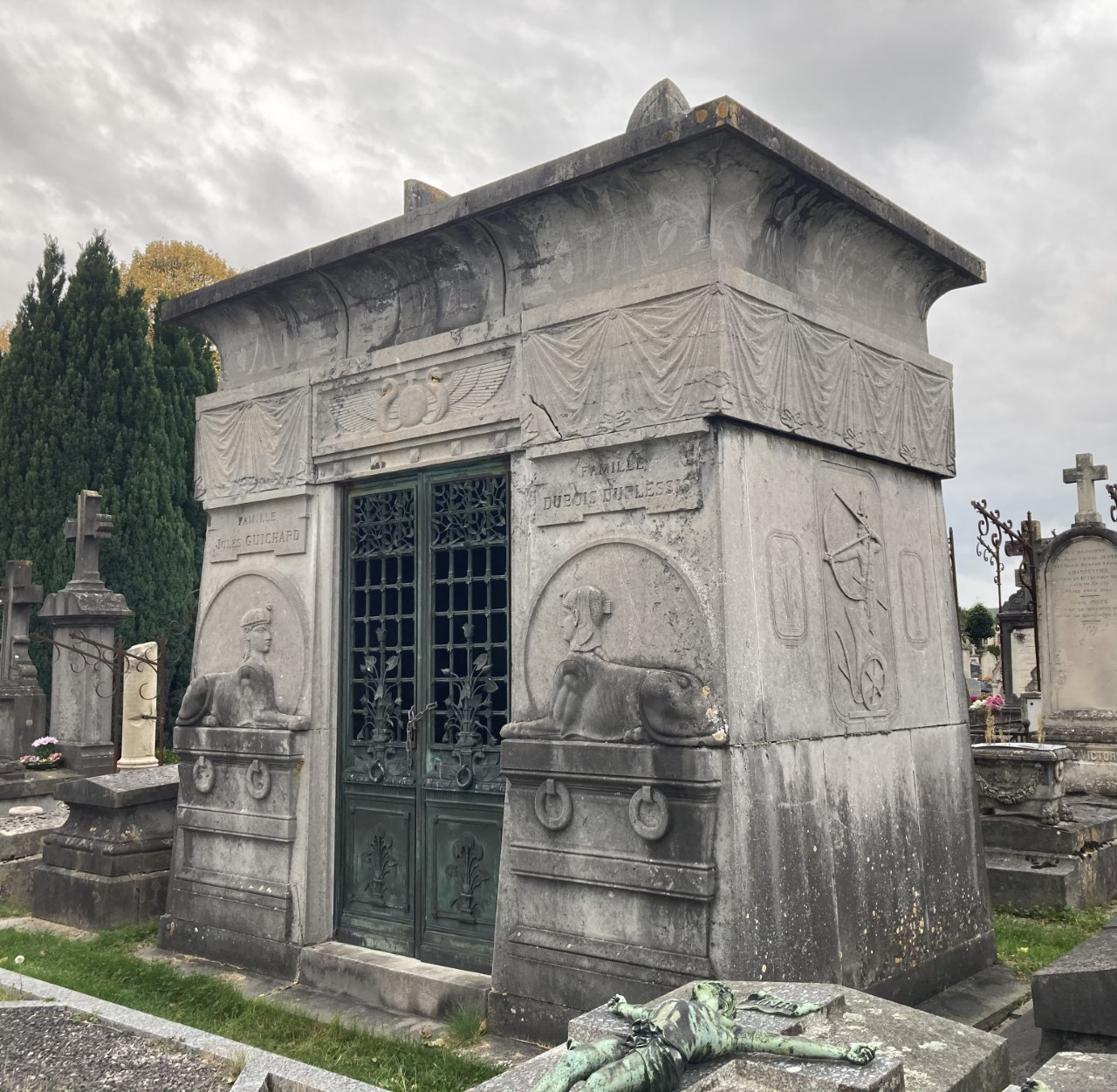
Mausolée des familles Jules Guichard et Dubois-Duplessis en forme de temple égyptien
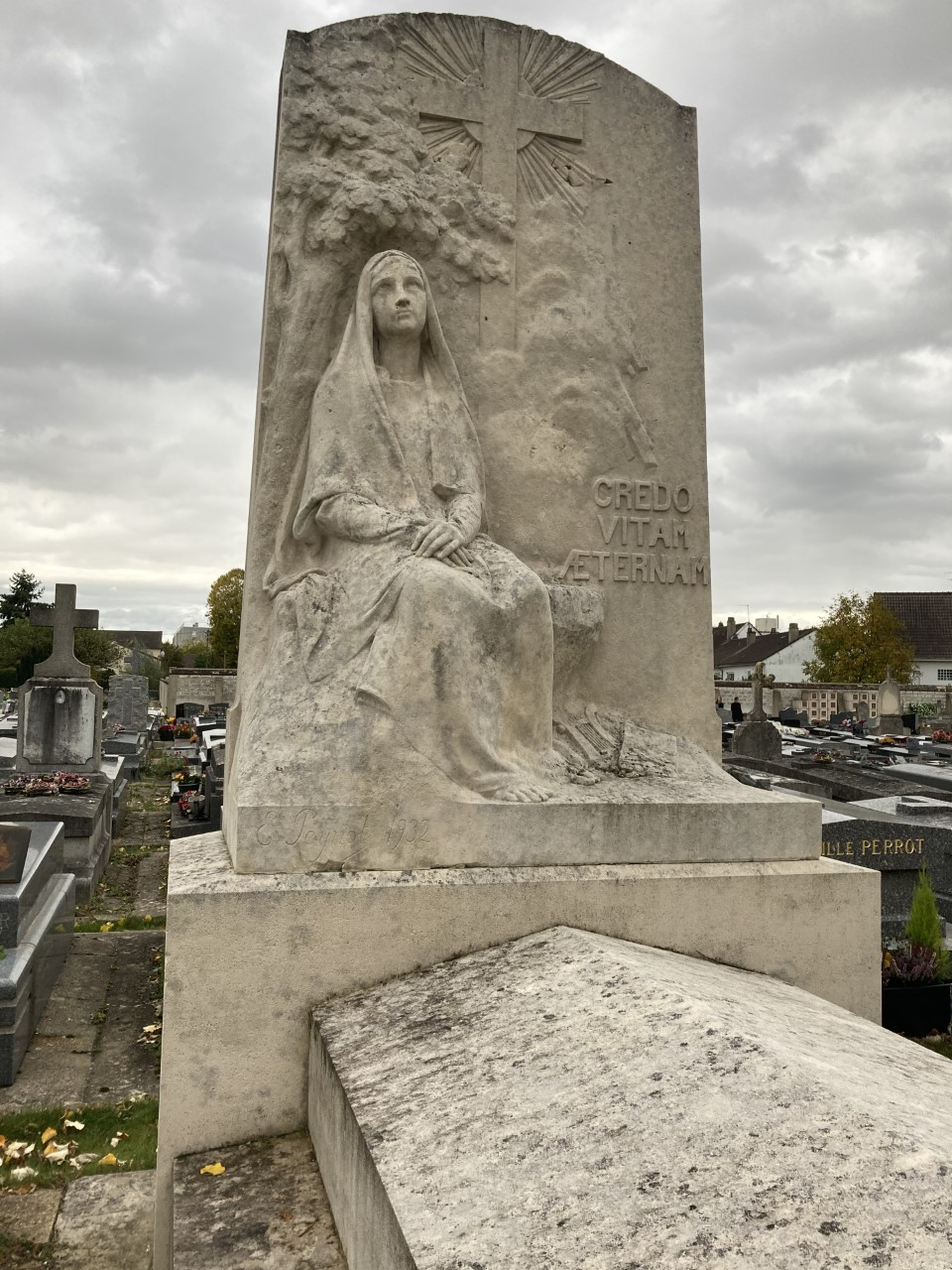
Sépulture Delaveau-Darde
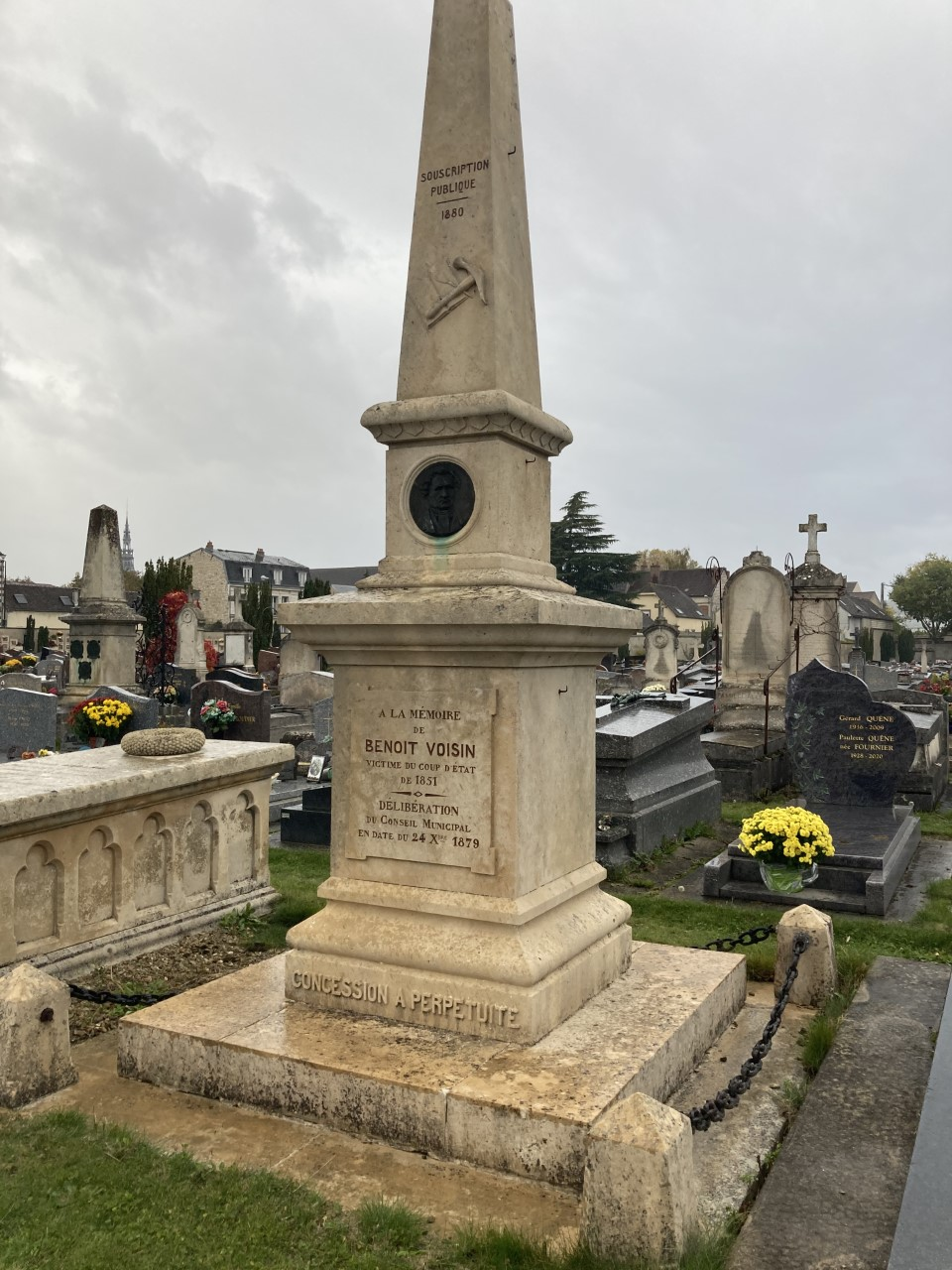
Obélisque de Benoît Voisin (1817-1879)
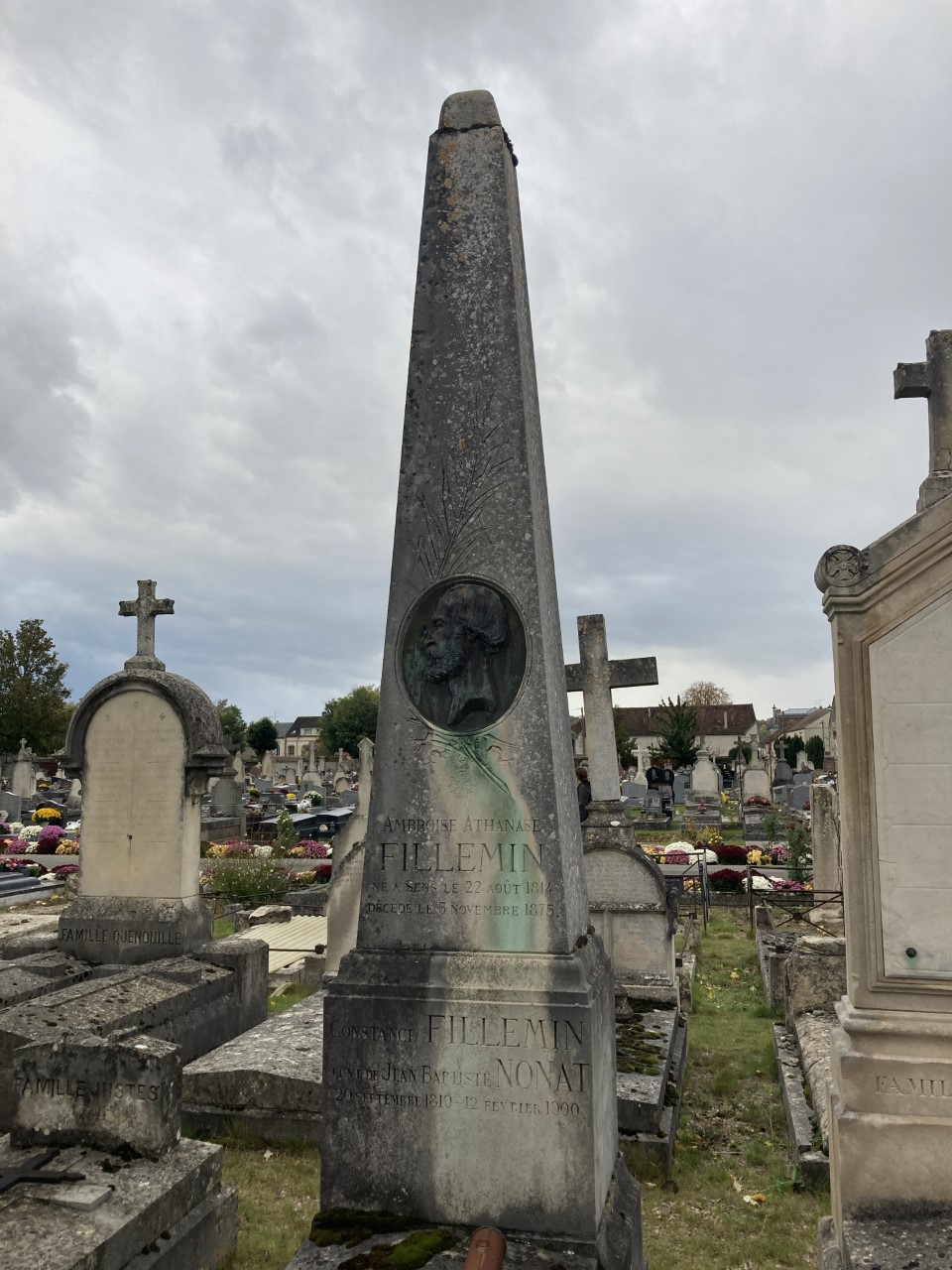
Obélisque d'Ambroise-Athanase Fillemin (1814-1875)
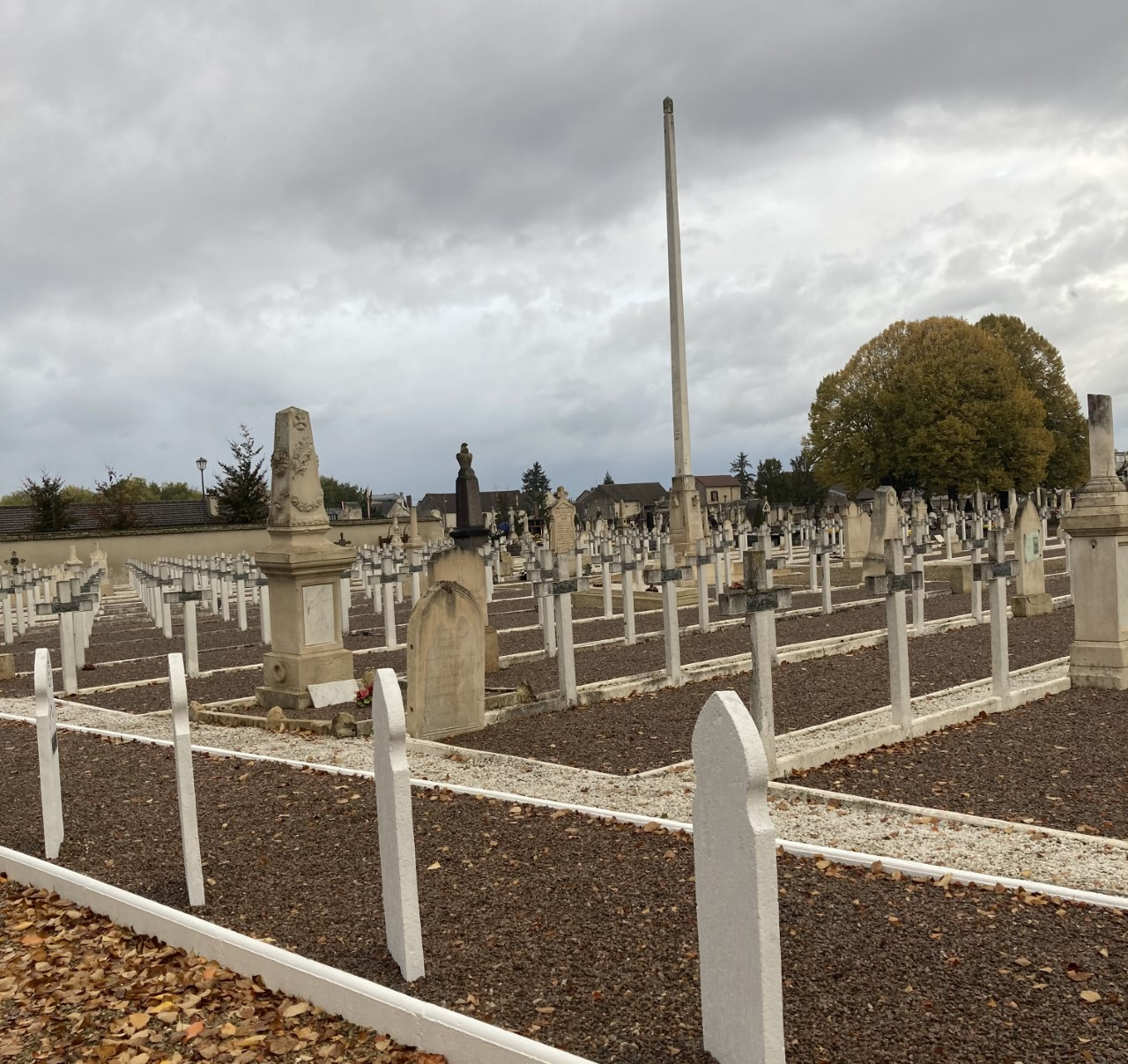
Carré militaire de Sens